# Олонецкое городское поселение
Олоне́цкое городско́е поселе́ние — муниципальное образование в Олонецком районе Республика Карелии Российской Федерации.
Административный центр — город Олонец.

## Население
| 2009    | 2010    | 2012    | 2013    | 2014    | 2015    | 2016    |
| ------- | ------- | ------- | ------- | ------- | ------- | ------- |
| 9217    | ↗11 408 | ↘11 125 | ↘10 887 | ↘10 650 | ↘10 492 | ↘10 423 |
| 2017    | 2018    | 2019    | 2020    | 2021    | 2023    |         |
| ↘10 355 | ↘10 301 | ↘10 253 | ↘10 210 | ↘9736   | ↘9694   |         |

## Населённые пункты
В городское поселение входят 9 населённых пунктов:
| № | Населённый пункт | Тип населённого пункта | Население |
| - | ---------------- | ---------------------- | --------- |
| 1 | Верховье         | деревня                | ↘727      |
| 2 | Иммалицы         | деревня                | ↘154      |
| 3 | Капшойла         | деревня                | ↘74       |
| 4 | Олонец           | город                  | ↘7631     |
| 5 | Путилица         | деревня                | ↗163      |
| 6 | Рыпушкалицы      | деревня                | ↘691      |
| 7 | Судалица         | деревня                | ↘300      |
| 8 | Татчелица        | деревня                | ↘87       |
| 9 | Тахтасово        | деревня                | ↘46       |

## Местное самоуправление
Глава городского поселения
- 2005—2006 годы — Спиридонова Александра Михайловна
- 2006—2007 годы — и. о. Шмялин Анатолий Алексеевич
- 2007—2011 годы — Степанов Геннадий Михайлович
- 2011—2013 годы — Кохов Сергей Сергеевич
- 2013 год — и. о. Микшиев Геннадий Михайлович
- 2013 год — и. о. Бибилов Александр Юрьевич
- 2013—2014 годы — и. о. Кохов Сергей Сергеевич
- 2014—2018 годы — Минин Юрий Иванович
- 2018—2022 годы — Тихонова Вероника Викторовна
- С 2022 — Васильев Денис Викторович